# Ким Динан
Ким Динан (на английски: Kim Dinan) е американска пътешественичка, журналистка, блогърка и писателка на произведения в жанра пътепис и мемоари.

## Биография и творчество
Кимбърли „Ким“ Динан е родена през 1981 г. в Синсинати, Охайо, САЩ. Завършва английска филология в университета на Охайо.
Преместват се със съпруга си от Охайо в Орегон, където тя работи като координатор по програмата за устойчивост за град Портланд. Въпреки че семейството е изградило живота си, има работа и къща, тя мечтае да осъществи мечтите си да пътува по света и да пише.
През 2012 г. със съпруга си Брайън продават къщата, напускат Портланд и започват да пътешестват по света в продължение на няколко години, посещавайки 5 континента и повече от 25 страни с изумителни гледки като извисяващите се върхове на Непал, отдалечени райони на Индия, реките на Патагония и Перу, Виетнам, Мексико, Еквадор, островите Галапагос, и др. страни. През 2014 г. обикалят САЩ. Преживяванията си и местата, които посещават, описва в статии за списания за пътуване и отдих – „Parks and Recreation“, „North Travel“, „Trailer Life“, „Go Explore“ и „OnTrak“, и в блога си „so-many-places.com“. Блогът ѝ е обявен за един от най-добрите блогове пътеписи от „USA Today“. Работи като външен редактор за „Blue Ridge Outdoors“.
През 2013 г. е издадена първата ѝ книга „Life on Fire“ (Огнен живот: Ръководство стъпка по стъпка да изживееш мечтите си).
През 2017 г. е публикуван мемоарът ѝ „Жълтият плик“.
Ким Динан живее със семейството си в Ашвил, Северна Каролина.

## Произведения
- Life on Fire: A Step-By-Step Guide To Living Your Dreams (2013)
- Annapurna Circuit Hiking Guide: A beginning to end guide to help you plan and enjoy your trek on the Annapurna Circuit (2014)
- Walking the Camino de Santiago: Your Frequently Asked Questions Answered (2014)
- So Many Stories: Selected Essays on Life, Adventure and Fighting Like Hell for Your Dreams (2014)
- The Yellow Envelope: One Gift, Three Rules, and a Life-Changing Journey Around the World (2017)
Жълтият плик, изд.: ИК „ЕРА“, София (2017), прев. Емилия Карастойчева